# 蟹井神社
蟹井神社（かにいじんじゃ）は、大阪府河内長野市にある神社。旧社格は村社。

## 祭神
祭神は神武天皇、応神天皇、神功皇后、菅原道真

## 歴史
元弘、建武の頃は南朝の武将の戦勝の祈願所となった。神社の氏地である「出合ノ辻」は、南北朝時代の古戦場で、正慶2年(1333年)の正月に、南朝軍と北朝軍とが、この辻で出くわして、「安満見合戦」と呼ばれる壮絶な合戦が行われた。現在でも所在地の天見は地名となっている。当時は宗厳なる社殿を存していたが、延宝四年炎上し、今の社殿は其の後の再建である。
明治5年に村社に列せられ、明治40年11月5日、岩瀬の村社菅原神社・若宮神社・住吉神社・若宮皇女神社・高良神社・八阪神社を合祀し、同41年12月神饌幣帛料共進社に指定される。
昭和21年宗教法人として神社本庁に所属し現在に至る。 

## 現地情報
所在地　　大阪府河内長野市天見428番地
交通アクセス　最寄駅：南海高野線天見駅下車後、徒歩約12分（南へ約1.1km）